# Supercoppa di Lega di Seconda Divisione
La Supercoppa di Lega di Seconda Divisione è stato un trofeo calcistico italiano organizzato dal 2006 al 2014 dalla Lega Italiana Calcio Professionistico. Veniva assegnato annualmente, al termine dei campionati, tra le squadre vincenti dei gironi della Serie C2/Lega Pro Seconda Divisione.

## Storia e formula
Nonostante tale supercoppa di categoria sia stata istituita a livello ufficiale nel 2006, un primo esperimento ufficioso di manifestazione similare si era avuto già nel 2003, quando a Firenze la Florentia Viola organizzò un triangolare amichevole con le altre squadre trionfatrici nei gironi dell'allora Serie C2, Pavia e Foggia.
Alla sua nascita il trofeo era noto come Supercoppa di Lega di Serie C2, mantenendo tale denominazione fino all'edizione del 2008. Dall'anno successivo, con la riforma dei campionati della Lega Italiana Calcio Professionistico – che aveva portato alla trasformazione della C2 in Seconda Divisione –, la competizione ha assunto il nome di Supercoppa di Lega di Seconda Divisione, portato avanti fino all'ultima edizione disputata, quella del 2014.
Fino al 2011, la Supercoppa vedeva di fronte le formazioni prime classificate dei tre gironi della quarta serie calcistica nazionale, le quali si giocavano il successo in un triangolare con sfide di sola andata. Dall'edizione del 2012 sino all'abolizione –vista la contemporanea riduzione dei gironi di Seconda Divisione da tre a due –, la formula cambiava in una finale a due, con gare di andata e ritorno, fra le vincenti dei due gironi.
Dalla stagione calcistica 2014-2015, con la nuova riforma che ha visto l'unificazione tra Seconda e Prima Divisione nella Lega Pro, scompare anche la manifestazione, di fatto accorpata nella gemella Supercoppa di Lega di Prima Divisione nella nuova Supercoppa di Lega Pro.

## Edizioni

### 2006 –Cavese
| Arbitro: | Gallione (Alessandria) |

|            |           |                            |
| Ibekwe 46’ | Marcatori | 6’ Raimondi 28’ T. D'Amico |

| Arbitro: | Guerriero (Catanzaro) |

|              |           |              |
| Schetter 12’ | Marcatori | 45’ Raimondi |

| Gallipoli 21 maggio 2006, ore 16:00 Finale – 3ª giornata | Gallipoli           | 0 – 0 referto | Venezia | Stadio Antonio Bianco (2.000 spett.)\| Arbitro: \| Barletta (Bernalda) \| |
| Arbitro:                                                 | Barletta (Bernalda) |               |         |                                                                           |

### 2007 –Sorrento
| Arbitro: | Giancola (Vasto) |

|                   |           |  |
| Legati 77’ (rig.) | Marcatori |  |

| Foligno 23 maggio 2007, ore 16:00 Finale – 2ª giornata | Foligno      | 0 – 0 referto | Sorrento | Stadio Enzo Blasone (500 spett.)\| Arbitro: \| Meli (Parma) \| |
| Arbitro:                                               | Meli (Parma) |               |          |                                                                |

| Arbitro: | Pecorelli (Arezzo) |

|           |           |  |
| Russo 58’ | Marcatori |  |

### 2008 –Reggiana
| Arbitro: | Tasso (La Spezia) |

|                   |           |              |
| Catellani 62’ 65’ | Marcatori | 74’ Clemente |

| Arbitro: | Viti (Campobasso) |

|                         |           |  |
| Imbriani 11’ Polani 60’ | Marcatori |  |

| Arbitro: | G. Stefanini (Livorno) |

|  |           |          |
|  | Marcatori | 52’ Zini |

### 2009 –Figline
| Arbitro: | Barbiero |

|                          |           |                           |
| Milanese 34’ Tripoli 59’ | Marcatori | 81’ Fanucchi 84’ Frediani |

| Arbitro: | Magno |

|           |           |                         |
| Danti 18’ | Marcatori | 70’ Milanese 81’ Grossi |

| Arbitro: | Donati |

|                                          |           |  |
| Chiesa 2’ Frediani 14’ Chiesa 24’ (rig.) | Marcatori |  |

### 2010 –Lucchese
| Arbitro: | De Benedictis |

|                            |           |             |
| Varriale 11’ Tarantino 22’ | Marcatori | 46’ Scavone |

| Arbitro: | Manera |

|  |           |                          |
|  | Marcatori | 10’ Kras 46’ 66’ Carloto |

| Arbitro: | Trentalange |

|                                             |           |                           |
| Scandurra 4’ Biggi 28’ Carloto 63’ Pera 72’ | Marcatori | 33’ De Angelis 88’ Peluso |

### 2011 –Tritium
| Arbitro: | Ros (Pordenone) |

|  |           |           |
|  | Marcatori | 7’ Sinato |

| Arbitro: | Ripa (Nocera Inferiore) |

|           |           |  |
| Cesca 60’ | Marcatori |  |

| Trezzo sull'Adda 28 maggio 2011, ore 16:00 CEST Finale – 3ª giornata | Tritium          | 0 – 0 referto | Carpi | Stadio La Rocca (800 spett.)\| Arbitro: \| Bolano (Livorno) \| |
| Arbitro:                                                             | Bolano (Livorno) |               |       |                                                                |

### 2012 –Perugia
| Arbitro: | Marini (Roma) |

|              |           |                                             |
| Reginato 88’ | Marcatori | 48’ Ferri Marini 90'+5’ (rig.) Tozzi Borsoi |

| Arbitro: | Merlino (Udine) |

|  |           |             |
|  | Marcatori | 77’ Cernuto |

### 2013 –Salernitana
| Arbitro: | Oliveri (Palermo) |

|  |           |                             |
|  | Marcatori | 29’, 71’ Guazzo 55’ Gustavo |

| Arbitro: | Albertini |

|                |           |            |
| Guazzo 4’, 11’ | Marcatori | 24’ Falomi |

### 2014 –Bassano Virtus
| Arbitro: | Tardino (Milano) |

|                     |           |  |
| Berrettoni 42’, 63’ | Marcatori |  |

| Arbitro: | Martinelli (Roma 2) |

|                |           |                     |
| Bernardo 90+1’ | Marcatori | 40’, 65’ Berrettoni |

## Albo d'oro
| Club           | Titoli |
| -------------- | ------ |
| Cavese         | 1      |
| Sorrento       | 1      |
| Reggiana       | 1      |
| Figline        | 1      |
| Lucchese       | 1      |
| Tritium        | 1      |
| Perugia        | 1      |
| Salernitana    | 1      |
| Bassano Virtus | 1      |

### Albo d'oro per regioni d'Italia
| Regione        | Titoli | Anni             |
| Campania       | 3      | 2006, 2007, 2013 |
| Toscana        | 2      | 2009, 2010       |
| Emilia-Romagna | 1      | 2008             |
| Lombardia      | 1      | 2011             |
| Umbria         | 1      | 2012             |
| Veneto         | 1      | 2014             |

## Statistiche e record
Nessuna squadra ha partecipato a più di una edizione del torneo, che ha quindi visto nove differenti vincitori nelle sue nove edizioni disputate. Il Perugia è l'unica squadra ad aver vinto sia la Supercoppa di Seconda che quella di Prima Divisione; il Gallipoli, la Salernitana e il Treviso hanno anche loro partecipato alle due competizioni, senza tuttavia vincerle entrambe.
Matteo Guazzo ed Emanuele Berrettoni, con 4 marcature a testa, sono i calciatori con più reti all'attivo nella competizione.